# ソン
ソン (son) は、キューバ起源のラテン音楽のジャンルである。

## 概要
一般的に、前半のメロディーの歌曲形式と、後半のモントゥーノと呼ばれるソロ歌手とコーラスの掛け合い（コールアンドレスポンス）の形式をとっている。この掛け合い部分を強調したものをソン・モントゥーノと呼ぶこともあれば、モントゥーノ部分がないものもある。
サルサの原型になった音楽と言われ、マンボやチャチャチャも基本的にはソンを土台に作られたものである。
ソンとそうでないものは、その曲がキューバ的な香りを持っているかどうかという感覚で分けられ、楽譜や言葉で表現することは簡単ではない。また、キューバ人は地域によってもソンに対する感覚に違いがあり、一般的にソンの名曲と言われている他地域のソンに対しても「ソンになっていない」という意識が働くこともある。

## 歴史
19世紀、キューバのオリエンテ地方が発祥地である。ソンの起源はいろいろ分かれているが、1850年代に、サンティアーゴ・デ・クーバを中心に唄われていた「マ・テオドーラ」が最初であるとされる。
もともと土地の名家が開くパーティー用に演奏されていた音楽に、トロバドールたちがアイデアを付け加えていくことで形成されていったと言われている。
1908年、サンティアーゴ・デ・クーバからハバナに軍隊が移転になった時、兵士達がギターやマラカスなどの楽器を持ってハバナに入り、広範囲のミュージシャンがソンに触れることでポピュラー音楽として発展していった。ギアとモントゥーノの2パートにより構成されており、ギアはスペイン的歌曲のメロディー・パートであり、モントゥーノはアフリカ的要素のコールアンドレスポンスである。
こうした初期のソンはギター、トレス、そしてボティーハと呼ばれる素焼きの壺、または親指ピアノの一種であるマリンブラで編成されていた。
ハバナに進出したソンは、当時流行していたダンソンと影響を受け合い、ダンソンはやがてマンボ、チャチャチャへと発展していった。ソンもダンソンのチャランガ編成の影響を受け、いろいろな楽器を加えて楽団ごとの個性を出していった。
1910年代より、ソン・トリオにボンゴやギロを加えたバンドが出てきてから、その後も形式を変えていき、ギター、トレス、マリンブラ、ボンゴ、ベースそして、シンガー2人が演奏するクラベスとマラカスのセステート（6重奏編成）が確立され、1930年のソンの全盛期には、そこにトランペットが加わり、セプテート（7重奏編成）となり、ソンのスタンダードな編成となった。「コンフント」と呼ばれた大人数のグループは、ホーンセクション、ギター、ベース、シンガー、ピアノ、ボンゴにコンガと、現在のラテンバンドに近い形で演奏していたようである。
アメリカやヨーロッパで演奏活動をした、ギタリストのミゲール・マタモロス、ギタリスト兼ヴォーカリストのラファエル・クエト、マラカス奏者のシロ・ロドリゲスの3人組、「トリオ・マタモロス」により世界へ広められた。
1922年のキューバでのラジオ放送の普及で、ソンの人気は本格的となった。この時期、禁酒法のアメリカから観光客が訪れ、ナイトクラブが盛況となったことで、ソンはキューバで最もポピュラーな音楽のタイプに進化した。
キューバ革命以降は低迷の時期を迎えるが、1970年代に入り、アダルベルト・アルバレスやシエラ・マエストラによって、現代的な解釈を加えられた。その後もソンは発展し続け、常にキューバ音楽に寄与し、他のジャンルの音楽にも影響を与えている。
1997年にライ・クーダーとキューバの老ミュージシャンたちが結成したブエナ・ビスタ・ソシアル・クラブは、同年グラミー賞を受賞している。

## ルンバ (rhumba) との関係
海外に「ソン (son)」を紹介する際、英語の「ソング (song)」と混同されないようにとマーケティング上の理由で「ルンバ (rhumba)」の名で知れ渡ったといわれるのが通説である。尚、キューバでルンバ (rumba) といえば、もっとアフリカ色の強い打楽器音楽を意味する。

## 動画
- "Cuba Son" 2001 Documentary 90'